# Ingvild Flugstad Østberg
Ingvild Flugstad Østberg (Gjøvik, 9 de noviembre de 1990) es una deportista noruega que compite en esquí de fondo.
Participó en dos Juegos Olímpicos de Invierno, obteniendo en total tres medallas, oro y plata en Sochi 2014, en las pruebas de velocidad por equipo (junto con Marit Bjørgen)  y velocidad individual, y oro en Pyeongchang 2018, en el relevo 4 × 5 km (junto con Astrid Jacobsen, Ragnhild Haga y Marit Bjørgen).
Ganó siete medallas en el Campeonato Mundial de Esquí Nórdico entre los años 2015 y 2023.

## Palmarés internacional
| Juegos Olímpicos   | Juegos Olímpicos            | Juegos Olímpicos  | Juegos Olímpicos     |
| Año                | Lugar                       | Medalla           | Prueba               |
| ------------------ | --------------------------- | ----------------- | -------------------- |
| 2014               | Sochi (Rusia)               | Medalla de oro    | Velocidad por equipo |
| 2014               | Sochi (Rusia)               | Medalla de plata  | Velocidad individual |
| 2018               | Pyeongchang (Corea del Sur) | Medalla de oro    | Relevo 4 × 5 km      |
| Campeonato Mundial |                             |                   |                      |
| Año                | Lugar                       | Medalla           | Prueba               |
| 2015               | Falun (Suecia)              | Medalla de oro    | Velocidad por equipo |
| 2019               | Seefeld (Austria)           | Medalla de plata  | 15 km                |
| 2019               | Seefeld (Austria)           | Medalla de plata  | 30 km                |
| 2019               | Seefeld (Austria)           | Medalla de plata  | Relevo 4 × 5 km      |
| 2019               | Seefeld (Austria)           | Medalla de bronce | 10 km                |
| 2019               | Seefeld (Austria)           | Medalla de bronce | Velocidad por equipo |
| 2023               | Planica (Eslovenia)         | Medalla de oro    | Relevo 4 × 5 km      |